# تیولیاکوو
تیولیاکوو (انگلیسی: Tyulyakovo) یک شهرک در شهرستان ملئوزوفسکی استان باشقیرستان کشور روسیه است.